# 위니펙 시 베어즈
위니펙 시 베어즈(영어: Winnipeg Sea Bears)는 캐나다 매니토바주 위니펙을 연고지로 하는 CEBL 소속 프로 농구팀이다.

## 역대 홈경기장
| 위니펙 시 베어즈   |             |                   |      |
| 경기장             | 사용기간    | 장소              | 비고 |
| 캐나다 라이프 센터 | 2023년~현재 | 매니토바주 위니펙 | 빈칸 |